# 하이드로과산화물 분해효소
하이드로과산화물 분해효소(영어: hydroperoxide lyase)는 지방산의 하이드로과산화물에서 C-C 결합을 절단하는 반응을 촉매하는 효소이다. 이들은 사이토크롬 P450 효소 계열(CYP74C 및 CYP74B)에 속한다.
리놀렌산 및 리놀레산과 같은 다불포화 지방산은 공기 중의 산소와 접촉할 때 하이드로과산화물을 형성하기 쉽다. 하이드로과산화물은 환원제(C-H 결합)에 인접한 산화제(O-O 결합)을 포함하고 있기 때문에 반응성이 큰 작용기이다. 올레핀이 측면에 있을 때 하이드로과산화물이 재배열되어 헤미아세탈을 생성하도록 유도할 수 있다. 하이드로과산화물 분해효소는 이 반응을 촉매한다. 생성된 알데하이드는 향료, 녹색 잎의 휘발성 물질, 해충 방지제로 유명하다.
|  |

## 같이 보기
- 사이토크롬 P450
- 하이드로과산화물

## 더 읽을거리
- Noordermeer MA, Veldink GA, Vliegenthart JF (2001). “Fatty acid hydroperoxide lyase: a plant cytochrome p450 enzyme involved in wound healing and pest resistance”. 《ChemBioChem》 2 (7–8): 494–504. doi:10.1002/1439-7633(20010803)2:7/8<494::AID-CBIC494>3.0.CO;2-1. hdl:1874/5345. PMID 11828481.
- Grechkin AN (2002). “Hydroperoxide lyase and divinyl ether synthase”. 《Prostaglandins & Other Lipid Mediators》. 68-69: 457–70. doi:10.1016/S0090-6980(02)00048-5. PMID 12432936.